# Krivé (powiat Bardejów)
Krivé (węg. Krivé, Krivo, Sárosgörbéry) – niewielka wieś (obec) na Słowacji, w kraju preszowskim, w powiecie Bardejów.

## Położenie
Leży w krótkiej dolince trzeciorzędnego cieku wodnego w dorzeczu Topli, na pograniczu Pogórza Ondawskiego (na pn.-wsch.) oraz Gór Czerchowskich (na pd.-zach.). Przebiega przez nią lokalna droga z Gerlachova do Kľušova z pominięciem Bardejowa.

## Historia
Tereny wsi były zamieszkane przez człowieka już w epoce kamiennej. Pierwsze wzmianki o miejscowości pochodzą z roku 1454, kiedy to występowała pod nazwą Krywa. W 1773 r. nazywano ją Kriwe. Aż do połowy XIX w. była ona wsią feudalną, należną do różnych właścicieli. Mieszkańcy zajmowali się hodowlą, rolnictwem i pracą w lesie. W początkowym okresie I wojny światowej z końcem 1914 r. została zajęta przez wojska rosyjskie.

## Demografia
Według danych z dnia 31 grudnia 2016, wieś zamieszkiwały 223 osoby, w tym 117 kobiet i 106 mężczyzn.

## Zabytki
- Drewniana cerkiew greckokatolicka pw. św. Łukasza Ewangelisty z 1826. We wnętrzu zachowany wyjątkowo cenny zbiór ikon z XVI w., pochodzących ze starszej świątyni[8].